# Титани (телесеріал)
«Титани» (англ. Titans) — американський вебсеріал, який виходить на новому стрімінґовому-каналі DC Universe та засновувується на коміксах видавництва DC Comics про команду Титанів.
Аківа Ґолдсман, Джефф Джонс і Ґреґ Берланті створили серіал, у якому з'явилася зірка Брентон Твейтс у ролі Діка Ґрейсон/Робін, лідера Титанів, а також Анні Діопом, Тіган Крофт та Раян Поттер, відповідно у ролях Вогняної зірки, Ворони та Хлопця-Звіра (Звірятко). Реліз «Титанів» відбувся в жовтні 2018 року. 6 вересня 2019 року почалася трансляція 2 сезону який складався з 13 епізодів. І в листопаді 2019 він був продовжений на третій сезон, вихід якого був запланований на осінь 2020 року, але врешті показ відбувся у серпні 2021 року. В жовтні 2021 року телесеріал було продовжено на четвертий сезон прем'єра якого відбулась 3 листопада 2022 року. В січні 2023 року стало відомо що четвертий сезон стане останнім.
Серіал, заснований на коміксах Teen Titans, вступив у розробку у вересні 2014 року для кабельного телеканалу TNT, а Ґолдсман і Марк Гаймс написали сценарій пілотного випуску. Пілот був замовлений до грудня 2014 р., але так і не досягнув успіху, а TNT, оголосив у січні 2016 р., що не буде витрачатись на проект. У квітні 2017 року було оголошено про те, що серія була перероблена для нового цифрового сервісу DC Comics з новими керівниками — Ґолдсман, Джонс та Берланті. Брентон Тхайейс був зазначений на роль Діка Ґрейсона у вересні 2017 року, а інші проби на ролі серіалу тривали з серпня по жовтень 2017 року.

## Передмова
Коли Дік Ґрейсон (Робін) і Рейчел Роз (Ворона) потребують допомоги, щоб впоратися з проблемою, яка загрожує усій планеті, вони об'єднують зусилля з Корінд'ер (Вогняна зірка) і Ґаром Лоґаном (Хлопець-Звір, Звірятко), щоб сформувати команду «Титани».

## Акторський склад та персонажі

### Основний склад
- Брентон Твейтс як Річард «Дік» Ґрейсон / Робін: колишній цирковий виконавець, який після смерті батьків був усиновлений Брюсом Вейном та тренований Бетменом для боротьби з злочинністю, пізніше став лідером Титанів у його прагненні вийти з тіні Бетмена.[6][7]
- Анна Діоп, як Коріанд'ер / Вогняна Зірка[en]: чужоземна принцеса з можливістю стріляти енергійними болтами і літати, яка шукає притулок на Землі і стикається з Титанами.[7]
- Тіган Крофт, як Ворона[en]: молода містична емпатка, яка є дочкою демона, і чиї сили обумовлені її емоціями.[8]
- Раян Поттер[en], Ґарфілд Лоґан / Хлопець-Звір[en]: підліток, який отримав зелену шкіру і можливість перетворюватись на будь-яку тварину через побічні ефекти від препарату, який вилікував його від смертельного захворювання Сакутії.[9]

### Другорядні ролі
- Алан Річсон, як Генк Голл / Яструб: агресивний, наступальний месник, який б'ється з злочинністю зі своєю подругою Голубом.[10]
- Мінка Келлі, як Дон Ґрейнджер / Голубка: стратегічна, оборонна та ліберальна пильність, яка бореться з злочинністю зі своїм партнером і хлопцем Яструбом.[11]
- Ліндсі Горт, як Емі Рорбах: поліцейський детектив, нова напарниця Діка Ґрейсона.[12]
- Сеймус Девер[en] [13]

### Періодичні
- Бруно Бічір[en], як Найлс Колдер / Шеф: провідний доктор з медичної науки, який є лідером «Горе-чату».[14]
- Ейпріл Боулбі, як Ріта Фарр / Еластік: Член Горе-чату та колишня актриса, яка розвинула здатність скорочуватися і зростати після того, як вона зазнала впливу токсичного газу.[15]
- Джейк Мішельс, як Кліффорд Стіл / Роботмен: Член Горе-чату та колишній автомобільний гонщик, чий мозок був пересаджений у робототехнічне тіло після аварії, яка зруйнувала його тіло.[16]
- Двайн Мерфі[en], як Ларрі Трейнор / Негатив: Член Горе-чату та колишній пілот, який врізався в негативну енергію і тепер закутаний пов'язками від голови до ніг.[16]
- Керран Волтерс, як Джейсон Тодд[17]
- Леслі Конор, як Донна Трой / Диво-Дівчина[18]

## Список серій
| Сезон | Епізоди | Епізоди | Оригінальний показ | Оригінальний показ |
| Сезон | Епізоди | Епізоди | Перший показ       | Останній показ     |
| ----- | ------- | ------- | ------------------ | ------------------ |
| 1     | 11      | 11      | 12 жовтня 2018     | 21 грудня 2018     |
| 2     | 13      | 13      | 6 вересня 2019     | 29 листопада 2019  |
| 3     | 13      | 13      | 12 серпня 2021     | 21 жовтня 2021     |
| 4     | 12      | 12      | 13 листопада 2022  | 11 травня 2023     |

## Виробництво

### Розробка
Потенційний вебсеріал Титанів на кабельному каналі «ТНТ» було оголошено у вересні 2014 року. до грудня 2014 року, пілот написав Аківа Ґолдсман і Марк Геймс було наказано, що буде Дік Ґрейсон, виходять з тіні Бетмена,, щоб стати Найтвинг, лідер групи героїв, в тому числі і Зоряний вогонь, Ворон, Оракул, і Яструб і голуб. Зйомки пілота мали відбуватися у Торонто у середині 2015 року. У травні 2015, ТНТ президент Кевін Рейлі сказав, що вони сподівалися мати виливок закрили на початку зйомок і що шоу буде «дуже вірні» комікси і «новаторський». цієї серії, під назвою Титани, а потім Дрозди, вперше були встановлені, щоб почати зйомки в Торонто в середині 2015 року. виробництво було відкладено до жовтня. У січні 2016 року, було оголошено, що ТНТ більше не буде рухатися вперед з проектом. У лютому 2016 року, Джефф Джонс заявив, що «Ми [в DC] знали, що [„TNT“ скасували „Титанів“] протягом кількох місяців. Це не новина для нас. Ми маємо плани для „Титанів“. Це величезний шматок DC, і ми маємо плани.»
У квітні 2017 року, Warner Bros. оголосили про те, що Титани вийдуть у 2018 році на каналі DC Comics власного прямого споживання цифрових послуг. Серія розробляється Аківою Голдсман, Джеффом Джонсом, Ґреґом Берланті і Сарою Шехтер. Ґолдсман, Джонс і Берланти — сценаристи пілотного епізоду. Також є виконавчими продюсерами серіалу на Weed Road Pictures і Berlanti Productio у зв'язку з Warner Bros Television.

### Каст
На початку серпня 2017 року, Теаґана Крофт була обрана на роль Ворони, потім у кінці місяця, кастинг поповнили Ганна Діоп, як Вогняна зірка, і Брентон Твейтс, як Дік Ґрейсон / Робін. У жовтні 2017 року, Раян Поттер був обраний на роль Хлопця-Звіра.
На початку вересня 2017 року, Алан Рітчсон і Мінка Келлі були обрані у ролі Генка Зал / Яструб і Дон Ґрейнджер / Голуб, відповідно. до кінця місяця, Ліндсі Ґорт була обрана на роль Емі Рорбах. У січні 2018 року, Шеймуса Девер був обраний на невідомому роль, і через місяць, члени Горе-чату були оголошені — Бруно Бічір як Найлс Колдер / Шеф, Ейпріл Боулби, як Рита Фарр / Еластік-Гьорл, Джейк Майклс, як Кліффорд Стілл / Роботмен, і Двейн Мерфі як Ларрі Трейнор / Негатив.

### Знімальний процес
Знімання першого сезону розпочалися 15 листопада 2017 року, у Торонто, Онтаріо, і продовжились до 23 червня 2018 року.
Знімання другого сезону розпочалися 2 квітня 2019 року і, як очікується, завершаться 20 вересня 2019 року. 24 липня 2019 року, виробництво було призупинено через випадкову смерть координатора спецефектів Воррена Епплбі.

## Реліз
Серіал Титани буде складатися з 12 епізодів, та розпочне їх показ 12 жовтня 2018 року, нові епізоди виходитимуть на стрімінґовому сервісі DC Universe щотижня.
Перші два епізоди були показані 3 жовтня 2018 року на Нью-Йоркському Comic-Con.